# Delta River
Der Delta River ist ein 130 Kilometer langer linker Nebenfluss des Tanana River im US-Bundesstaat Alaska.

## Verlauf
Er entspringt im südlichen Zentralalaska aus den Tangle Lakes, einer Gruppe von Seen am Denali Highway, fließt nordwärts durch die Alaskakette ins Interior und mündet bei Big Delta in den Tanana River.
Durch die Alaskakette und im Tanana Valley verläuft der Richardson Highway parallel zum Delta River.

## Naturschutz
Der Oberlauf des Delta River von den Tangle Lakes bis zu den Black Rapids wurde 1980 durch den Alaska National Interest Lands Conservation Act als National Wild and Scenic River unter der Verwaltung des Bureau of Land Management ausgewiesen.